# 25143 Itokawa
25143 Itokawa är en Apollo-asteroid som också korsar Mars bana. Den var föremål för detaljerade studier av den japanska rymdsonden Hayabusa och blev 2010 den första asteroiden från vilken man fört tillbaka ett markprov till jorden.

## Historia
Asteroiden upptäcktes 1998 av LINEAR-projektet och fick den tillfälliga beteckningen 1998 SF36. Under år 2000 valdes den ut som mål för rymdsonden Hayabusa. Kort därefter fick den det officiella namnet efter Hideo Itokawa, en japansk raketforskare.

## Beskrivning
Itokawa är av spektralklass S. Radarbilder tagna vid Goldstone Observatory avslöjade en utsträckt oregelbunden form.
Hayabusa-sonden bekräftade denna upptäckt och föreslog också att Itokawa består av två eller flera mindre asteroider som ligger an mot varandra. Hayabusas bilder visar förvånande nog inga nedslagskratrar, men en väldigt grov yta översållad av block. Dessa block beskrevs av forskarna som en samling grus.
Detta betyder att Itokawa inte är ett klippblock utan en samling av grus som satts ihop med tiden.

## Hayabusas uppdrag
Hayabusa ankom till Itokawas närhet den 12 september 2005 och parkerades först på ett avstånd av 20 km och senare 7 km från asteroiden. Hayabusa landade 20 november under 30 minuter men misslyckades med att samla in ett markprov. Den 25 november gjordes en andra landning och ett andra försök att samla in ett markprov. Efter detta lämnade Hayabusa asteroiden och en kapsel med markprov landade nära Woomera, South Australia den 13 juni 2010. Den 16 november 2010 bekräftade Japan Aerospace Exploration Agency att markprovet som samlades in under Hayabusas resa verkligen var från asteroiden.